# Volker Nollau

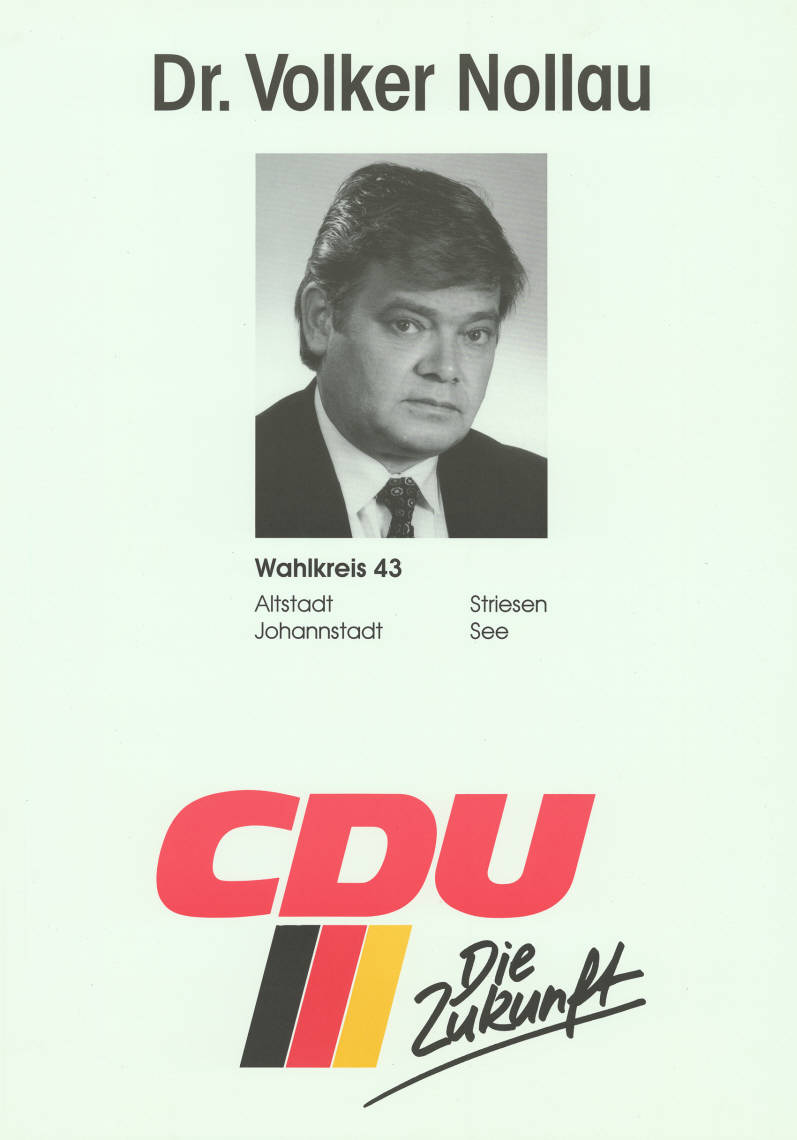
Kandidatenplakat zur Landtagswahl in Sachsen 1990

Volker Nollau (* 14. März 1941 in Stuttgart; † 3. Januar 2017 in Dresden) war ein deutscher Mathematiker, Hochschullehrer und Politiker (CDU). Er war Professor an der Technischen Universität Dresden sowie kurzzeitig Abgeordneter des Sächsischen Landtages und Parlamentarischer Staatssekretär für Wissenschaft im Kabinett Biedenkopf I.

## Leben
Nach dem Abitur im Jahr 1959 studierte Volker Nollau Mathematik und Theoretische Physik an der TU Dresden. 1964 erhielt er sein Diplom. Ab 1964 war Nollau wissenschaftlicher Assistent und ab 1969 wissenschaftlicher Oberassistent bei der Sektion Mathematik an der TU Dresden. Im Jahr 1966 wurde er an der Fakultät für Mathematik und Naturwissenschaften der TU Dresden Über Potenzen Aa (0 ≤ a ≤ 1) eines abgeschlossenen linearen Operators A in einem Banachraum zum Dr. rer. nat. promoviert. 1971 habilitierte er sich mit der Schrift Über gebrochene Potenzen infinitesimaler Generatoren Markoffscher Übergangswahrscheinlichkeiten und eine Klasse gerichteter stabiler Prozesse. Ab 1982 war Volker Nollau außerordentlicher Dozent. Aufgrund seines kirchlichen Engagements wurde er trotz der 1971 erfolgten Habilitation erst im September 1990 zum Professor für Mathematische Statistik berufen.
In den Jahren 1990 und 1991 war er Mitglied des Sächsischen Landtages und Parlamentarischer Staatssekretär für Wissenschaft im Freistaat Sachsen.
Im Jahr 1992 wurde er zum Professor für Stochastische Analysis und Steuerung berufen und zugleich Direktor des Instituts für Mathematische Stochastik der TU Dresden. Er war Mitglied des Senats. Von 2000 bis zu seiner Emeritierung 2006 war Volker Nollau Prodekan der Fachrichtung Mathematik und war seit 1994 Vorstand des Universitätskonzils. Seit 2006 war Nollau zudem Honorarprofessor E. h. der TU Wien und lehrte am Institut für Statistik und Wahrscheinlichkeitstheorie. Seit ihrer Neugründung 1994 war er Mitglied des Kuratoriums der Sächsischen Landesbibliothek – Staats- und Universitätsbibliothek Dresden (SLUB). In den Jahren 2004/05 war er Vizepräsident der Deutschen Mathematiker-Vereinigung (DMV).
Nollau war evangelisch, verheiratet und hatte drei Kinder.

## Werk
Nollau hat zahlreiche wissenschaftliche Publikationen zu Themen der Wahrscheinlichkeitstheorie, Mathematischen Statistik und Finanzmathematik veröffentlicht. Außerdem publizierte er mehr als 200 Beiträge zur Geistes-, Kirchen- und Wissenschaftsgeschichte. 
Darüber hinaus engagierte sich Nollau ehrenamtlich in der Evangelischen Kirche. Seit 1978 war er Mitglied der Synode der Evangelisch-Lutherischen Landeskirche Sachsens und seit 1984 Vorsitzender ihres Finanzausschusses. Von 1991 bis 2004 leitete er den Verwaltungsrat des Diakonenhauses Moritzburg. Seit 1997 war er Domherr des Domkapitels Wurzen und seit 1998 Mitglied im Kuratorium der Fachhochschule für Soziale Arbeit Dresden.
Volker Nollau war Initiator und einer der Direktoren der Dauerausstellung  Erlebnisland Mathematik, die in den Technischen Sammlungen Dresden im September 2008 eröffnet wurde.

## Politisches Wirken
Volker Nollau war seit März 1990 Mitglied der CDU und war ab Oktober 1990 Mitglied des ersten Sächsischen Landtages. Im Zusammenhang mit der Überprüfung der Abgeordneten auf eine Zusammenarbeit mit dem Ministerium für Staatssicherheit legte er am 23. Oktober 1991 sein Mandat nieder. Nollau war Staatssekretär beim Staatsminister für Wissenschaft und Kunst, bis er am 4. September 1991 nach Presseberichten über frühere Absprachen mit der Stasi zurücktrat. Zu DDR-Zeiten war Nollau jahrelang wegen seiner Betätigung in der Synode der Evangelisch-Lutherischen Landeskirche Sachsens observiert worden und hatte 1988 direkte Kontakte zur Stasi. Ein Fehlverhalten Nollaus konnte jedoch nicht nachgewiesen werden, so dass die Personalkommission der TU Dresden 1992 keinen Hinderungsgrund für eine Berufung auf den Mathematiklehrstuhl feststellen konnte.

## Ehrungen
Am 26. Mai 2005 wurde ihm von Landtagspräsident Erich Iltgen für „sein stetes Wirken in der Evangelisch-Lutherischen Landeskirche Sachsen“ die Sächsische Verfassungsmedaille verliehen. Auch sein Engagement um die Erneuerung des sächsischen Hochschulwesens nach der Wende wurde damit ausgezeichnet.

## Publikationen (Auswahl)

### Wissenschaftliche Arbeiten
- Statistische Analysen. Fachbuchverlag Leipzig 1975 und Birkhäuser-Verlag Basel (Erstauflage)
- Über Potenzen von linearen Operatoren in Banachschen Räumen. Acta Sci. Math. 284(1969), 107–121
- Über den Logarithmus abgeschlossener Operatoren in Banachschen Räumen. Acta Sci. Math. 300(1969), 161–174
- Zur operatorentheoretischen Charakterisierung symmetrisch stabiler Prozesse in: Trans. 7. Prague Conf. Prag 1977, 461–466
- Inequalities for variances of some functions of random variables. Statistical papers 36 (1995), 163–195
- The Bellman-Equation for vector-valued semi-Markovian dynamic programming. Optimization, Band 38 (1996), 85–92

### Monografien und Lehrbücher
- Semi-Markovsche Prozesse. Thun, Frankfurt am Main 1981, ISBN 3-87144-567-3
- Wahrscheinlichkeitsrechnung und mathematische Statistik : Übungen. Teubner Leipzig 1982 (Erstauflage), zusammen mit Heinz Gillert
- Stochastische Suchverfahren. Thun, Frankfurt am Main 1981, ISBN 3-87144-952-0, zusammen mit P.Heinz Müller, Aleksandr I. Polovinkin
- Mathematik für Wirtschaftswissenschaftler. Teubner Stuttgart/ Leipzig 1993(Erstauflage), ISBN 3-8154-2046-6
- Taschenbuch Wirtschaftlichkeitsrechnung – Quantitative Methoden der ökonomischen Analyse. Carl Hanser Verlag 2003 mit Volker Oppitz
- Mathematische Formeln für Wirtschaftswissenschaftler. 5. Aufl. Teubner 2005, ISBN 3-519-30247-0, zusammen mit Bernd Luderer, Klaus Vetters (Übersetzungen erschienen in Englisch, Italienisch, Russisch, Mongolisch)

### Essays
- Von Menschen und ihrer Geschichte. Evang. Verl.-Anstalt 1995, ISBN 3-374-01565-4